# Nazi Punks Fuck Off!
Nazi Punks Fuck Off! – piąty singel zespołu Dead Kennedys wydany w listopadzie 1981 roku przez firmę Alternative Tentacles.

## Lista utworów
1. Nazi Punks Fuck Off!
2. Moral Majority

## Skład
- Jello Biafra – wokal
- East Bay Ray – gitara
- Klaus Flouride – gitara basowa
- D.H. Peligro – perkusja